# Proteus International Proteus III
Proteus International Proteus III (Proteus III) је кућни рачунар фирме Proteus International који је почео да се производи у Француској током 1978. године.
Користио је Motorola 6800 микропроцесорску јединицу а РАМ меморија рачунара је имала капацитет од 16 KB. 

## Детаљни подаци
Детаљнији подаци о рачунару Proteus III су дати у табели испод.
|                       |                                                |
| [ 1 ]                 |                                                |
| Произвођач            |                                                |
| Тип                   | кућни рачунар                                  |
| Меморија              | Proteus III-A: 16                              |
| Поријекло             | Француска                                      |
| Година                | 1978                                           |
| Тастатура             | Тастатура са пуним помаком тастера, 53 тастера |
| Процесор              |                                                |
| Фреквенција процесора | 0,894                                          |
| RAM                   | Proteus III-A: 16                              |
| ROM                   | 8 (Basic)                                      |
| Текст                 | 16 x 64                                        |
| Графика               | непознато                                      |
| Боја                  | монохроматски                                  |
| Звук                  | непознато                                      |
| Димензије             | непознато                                      |
| Портови               |                                                |
| Оперативни систем     | [[]]                                           |